# Monaster Objawienia Pańskiego w Kijowie
Monaster Objawienia Pańskiego, monaster bracki w Kijowie – prawosławny klasztor w Kijowie, otwarty w 1615 i zlikwidowany po rewolucji październikowej, w latach 30. XX wieku zburzony.

## Historia
Monaster był w I Rzeczypospolitej administrowany przez kijowskie bractwo prawosławne, założone w 1615. Został ufundowany w tym samym roku przez Halszkę Hulewiczównę, która przekazała bractwu ziemię pod budowę klasztoru, domu pielgrzyma, szkoły dla prawosławnej młodzieży. Szkoła bracka połączyła się następnie z kolegium Piotra Mohyły, tworząc Akademię Mohylańską.
Monaster był wspierany przez Kozaków zaporoskich (podobnie jak bractwo kijowskie). W 1622 po śmierci w wyniku ran odniesionych w bitwie pod Chocimiem, pochowany w nim został hetman kozacki Piotr Konaszewicz-Sahajdaczny.
W latach 1690–1693 hetman Iwan Mazepa ufundował nowy sobór Objawienia Pańskiego w kompleksie klasztornym, zaś w 1703 rozpoczął budowę murowanej siedziby Akademii Mohylańskiej. W połowie XVIII w. wzniesiono trójkondygnacyjną dzwonnicę nad bramą prowadzącą na teren klasztoru, zaprojektowaną przez Stefana Kownira; obiekt ten w 1829 przebudowano według projektu A. Melenskiego. Całość utrzymana była w stylu baroku kozackiego. Oryginalny ikonostas w soborze monasterskim, zniszczony w pożarze kijowskiej dzielnicy Padół w 1811, został w 1825 zastąpiony przez konstrukcję neoklasycystyczną, również projektu Melenskiego.
Monaster był czynny do upadku caratu i przejęcia władzy przez bolszewików. W zabudowaniach klasztornych rozlokowano państwową poliklinikę i część instytucji Ukraińskiej Akademii Nauk. W 1926 monaster Objawienia Pańskiego uzyskał status zabytku o znaczeniu republikańskim. Mimo to w latach 30. XX wieku (po 1935) zniszczony został sobór monasterski i dzwonnica. Przetrwał natomiast wielokrotnie przebudowywany budynek dawnego refektarza i część dawnych obiektów mieszkalnych dla mnichów. Podobnie jak w przypadku monasteru św. Michała Archanioła o Złotych Kopułach, rozebrane budynki sakralne oficjalnie uznano za nieposiadające wartości artystycznej.
Na terenie zajmowanym dawniej przez monaster znajduje się jeden z budynków uniwersytetu Akademia Mohylańska. W 2007 r. Ukraiński Kościół Prawosławny Patriarchatu Kijowskiego otworzył przy uczelni cerkiew Świętego Ducha.